# Porteirão
Porteirão é um município brasileiro do interior do estado de Goiás. Sua população, de acordo com estimativas do Instituto Brasileiro de Geografia e Estatística (IBGE), era de 3 624 habitantes em 2014. Possui um Produto interno bruto (PIB) de R$ 21.274,00.